# Galeus atlanticus
Galeus atlanticus (лат.) — малоизученный вид рода пилохвостов, семейства кошачьих акул (Scyliorhinidae). Встречается у дна на глубине 400—600 м на ограниченной территории в северо-восточной части Атлантического океана. Размножается, откладывая яйца. Максимальный размер 45 см.

## Таксономия
Galeus atlanticus был первоначально описан, как Pristiurus atlanticus в 1888 году французским естествоиспытателем Луи Леоном Вайаном после научной экспедиции на кораблях «Travailleur» и «Talisman» в 1880, 1881, 1882, 1883 годах. Вайан описал экземпляр, пойманный на глубине 540 м у мыса Спартель на северо-западе Марокко. Долгое время этот вид принимали за испанскую акулу-пилохвоста (Galeus melastomus), пока в 1985 году он не был восстановлен. Кастильо и его коллеги (2007) подтвердили различие между Galeus atlanticus и испанской акулой-пилохвостом на основании морфологических данных и исследования митохондриальной ДНК.

## Ареал и среда обитания
Galeus atlanticus обитают от мыса Сан-Висенти на юго-западе Португалии, в том числе в Гибралтарском проливе (море Альборан), до Гата на юго-западе Испании. Чаще всего эти акулы встречаются в центральной части моря Альборан, вокруг острова Альборан. Этот вид зарегистрирован несколько раз у берегов Марокко и Мавритании, но либо он крайне редок в тех местах, либо за Galeus atlanticus ошибочно приняли за испанскую акулу-пилохвоста. Его общий ареал имеет площадь около 50 000 км и почти поровну разделён между северо-восточной Атлантикой и западной частью Средиземного моря.
Эти донные акулы обитают на континентальном склоне на глубине 330—790 м, но наиболее распространены между 400 и 600 м. Существует одиночная запись о присутствии Galeus atlanticus на глубине 50 м. Этот вид не обладает пространственной сегрегацией по полу или размеру и не совершает сезонных миграций.

## Описание
Максимальная длина 45 см. У Galeus atlanticus тонкое, твёрдое тело и слегка уплощённая голова. Морда довольно длинная и заострённая. Овальные глаза вытянуты по горизонтали, они оснащены рудиментарным третьим веком, позади глаз имеются крошечные дыхальца. Под глазами расположены небольшие выступы. Ноздри разделены треугольными кожными складками. Рот крупный, широкий и изогнутый, по углам расположены довольно длинные борозды. Каждый зуб имеет большой центральный выступ и несколько латеральных зубов. Есть пять пар жаберных щелей.
Основание первого спинного плавника находится над второй половиной основания брюшных плавников. Второй спинной плавник по размеру и форме схож с первым. Его основание находится над второй половиной основания анального плавника. Грудные плавники большие и широкие, с закруглёнными концами. Брюшной плавник короткий и низкий, расположен близко к вытянутому анальному плавнику. Хвостовой стебель сдавлен с боков. Хвостовой плавник низкий, с маленькой нижней лопастью и вентральной выемкой возле кончика верхней лопасти. Тело покрыто мелкими, перекрывающими друг друга плакоидными чешуйками, каждая из которых имеет форму листовидной короны с горизонтальным хребтом и тремя маргинальными зубчикам. На передней части дорсального края хвостового плавника имеется характерный пилообразный гребень, сформированный крупными чешуйками. Окрас серый с несколькими тёмно-серыми пятнами седловидной формы, разбросанными по спине и хвосту. Спинные плавники у основания окрашены темнее туловища, свободный каудальный кончик имеет светлую маркировку. Свободный кончик хвостового плавника и внутренняя поверхность рта окрашены в чёрный цвет.

## Биология и экология
Этот вид является яйцекладущим. Спаривание и рождение потомства происходит круглый год. Самки могут вынашивать до 9 яиц в двух яйцеводах одновременно. Яйца заключены в жёсткие капсулы красноватого цвета в виде фляжки, имеющие 3,1—3,8 см в длину, 1,1—1,3 см в поперечнике. Капсулы испанской акулы-пилохвоста внешне похожи, но имеют большие размеры. После откладки яйца закрепляются при помощи усиков на дне. Самцы и самки достигают половой зрелости при длине 38—42 см и 40—45 см соответственно. Другие исследователи сообщают о том, что половая зрелость наступает при меньших размерах (33 и 37 см).

## Взаимодействие с человеком
Поскольку Galeus atlanticus часто путают с испанской акулой-пилохвост, данные о добыче этих акул являются неточными. В качестве прилова они могут попадать в сети, поставленные на других рыб, в частности, на американского полиприона (Polyprion americanus), конгера (Conger conger), норвежского омара (Nephrops norvegicus) и красную креветку (Aristeus antennatus). Большинство пойманных акул выбрасывают за борт, но смертность среди выпущенных рыб высока. Крупные экземпляры употребляют в пищу. Международный союз охраны природы (МСОП) присвоил этому виду статус сохранности «Близкий к уязвимому положению».